# Circuito RC
Un circuito RC (dall'inglese resistor-capacitor, resistenza-condensatore) è un circuito elettrico del primo ordine basato su un resistore e sulla presenza di un elemento dinamico, il condensatore. In regime di tensione o di corrente variabile, ad esempio in regime alternato, a seconda di come sono disposti i due componenti del circuito RC, esso è in grado di filtrare le frequenze basse, ed in tal caso prende il nome di filtro passa basso, oppure quelle alte, ed in tal caso si dice filtro passa alto, realizzando un filtro del primo ordine. Se considerato come cella elementare, esso è in grado di comporre filtri del secondo ordine e via dicendo come il filtro doppio passa basso ed il filtro doppio passa alto.
Per le sue caratteristiche questo circuito è basilare per funzioni quali la pulizia di un segnale e nei sintetizzatori. Inoltre esso costituisce anche un tipo di derivatore e di integratore elementare sotto certe condizioni. Sfruttando il principio di carica e scarica del condensatore, questa configurazione trova utilizzo anche come oscillatore. In particolare è utilizzato per la generazione di segnali di clock, e se abbinato col Trigger di Schmitt permette di creare segnali digitali. Tuttavia, vista la variabilità dei comportamenti del condensatore in funzione delle condizioni ambientali, questa configurazione è utilizzata nelle applicazioni in cui la temporizzazione non necessita grande precisione.

## Circuito RC in evoluzione libera

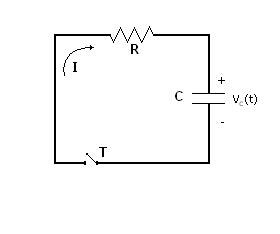
Circuito RC in evoluzione libera

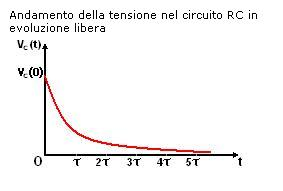
Andamento della tensione ai capi di C del circuito RC in evoluzione libera

Si chiama Circuito RC in evoluzione libera il circuito mostrato in figura composto da una resistenza e da un condensatore carico di capacità C. Evoluzione libera significa che il circuito non ha sorgenti esterne di tensione o di corrente, la corrente circolante è dovuta solo al movimento di cariche dovute all'energia immagazzinata nel condensatore e precedentemente fornita da una sorgente esterna.
Al tempo {\displaystyle t_{0}=0} la tensione ai capi di C è {\displaystyle v_{C}(0)=v_{0}}, questa viene presa come condizione iniziale. 
Applicando la legge di Kirchhoff delle tensioni, l'equazione del circuito è:
{\displaystyle \;\;R\cdot i(t)+v_{C}(t)=0}
dove {\displaystyle i(t)} è la corrente elettrica circolante. La relazione caratteristica del condensatore è ben nota:
{\displaystyle \;\;i(t)=C\cdot {\frac {dv_{C}(t)}{dt}}}
allora l'equazione del circuito diventa un'equazione differenziale omogenea del primo ordine:
{\displaystyle \;\;RC\cdot {\frac {dv_{C}(t)}{dt}}+v_{C}(t)=0\;\rightarrow \;{\frac {dv_{C}(t)}{dt}}+{\frac {1}{RC}}v_{C}(t)=0}
Dalla teoria delle equazioni differenziali la sua soluzione è:
{\displaystyle \;\;v_{C}(t)=v_{0}\cdot e^{-t/RC}}
La corrente segue la legge di scarica di un condensatore:
{\displaystyle \;\;i(t)=C\cdot {\frac {dv_{C}(t)}{dt}}=-{\frac {v_{0}}{R}}\cdot e^{-t/RC}}
Al prodotto {\displaystyle RC=\tau \,[s]} viene dato il nome di costante di tempo del circuito ed è una quantità caratteristica del circuito.

### Scarica del condensatore
Fisicamente la quantità di carica Q contenuta nel condensatore si ottiene tramite la relazione {\displaystyle C={\frac {Q}{\Delta V}}}. Al momento in cui l'interruttore T viene chiuso il condensatore scarica la carica dentro il circuito e si crea un passaggio di corrente elettrica: tale corrente elettrica si dissipa completamente nella resistenza R secondo la legge di scarica di un condensatore. La corrente tende esponenzialmente a zero per {\displaystyle t\to \infty }. Il tempo caratteristico di questa caduta di corrente è proprio determinato dalla costante di tempo: essa è il valore dell'istante per il quale la corrente prende il valore di:
{\displaystyle i(\tau )=-{\frac {v_{0}}{R}}\cdot e^{-1}}

## Circuito RC con generatore di tensione costante

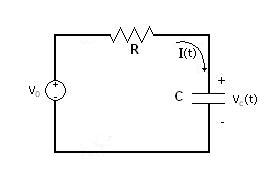
Circuito RC con generatore di tensione costante

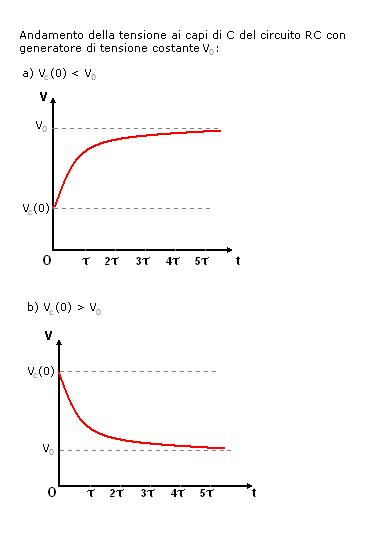
Andamento della tensione per un circuito RC con generatore di tensione costante

Ipotizziamo che il generatore di tensione {\displaystyle V_{0}} sia costante nel tempo, possiamo scrivere l'equazione di Kirchhoff delle tensioni:
{\displaystyle \quad V_{0}=R\cdot i(t)+v_{C}(t)}
dove {\displaystyle i(t)} è la corrente elettrica circolante. Sostituendo la relazione caratteristica del condensatore, la precedente espressione diventa un'equazione differenziale non omogenea del primo ordine:
{\displaystyle \quad V_{0}=RC\cdot {\frac {dv_{C}(t)}{dt}}+v_{C}(t)\;\rightarrow \;{\frac {dv_{C}(t)}{dt}}+{\frac {1}{\tau }}v_{C}(t)={\frac {V_{0}}{\tau }}}
dove {\displaystyle \tau =RC} è la costante di tempo del circuito. Dalla teoria delle equazioni differenziali la sua soluzione è:
{\displaystyle \;\;v_{C}(t)=\left(v_{C}(0)-V_{0}\right)\cdot e^{-t/\tau }+V_{0}}
La corrente segue la legge:
{\displaystyle \;\;i(t)=C\cdot {\frac {dv_{C}(t)}{dt}}=-{\frac {v_{C}(0)-V_{0}}{R}}\cdot e^{-t/\tau }}
Fisicamente la presenza della tensione costante del generatore induce che la tensione ai capi di C {\displaystyle v_{C}(t)} cresca esponenzialmente partendo da {\displaystyle v_{C}(t=0)=v_{C}(0)} fino a tendere al valore della tensione costante del generatore. Dunque per {\displaystyle t\to \infty } si ha che {\displaystyle v_{C}(t)\to V_{0}}. Viceversa la corrente indotta nel circuito è esponenzialmente decrescente da un valore iniziale {\displaystyle {\frac {V_{0}-v_{C}(0)}{R}}} fino a tendere al valore i = 0.
Quando al tendere di {\displaystyle t\to \infty } la tensione {\displaystyle v_{C}(t)\to V_{0}=cost}, il condensatore si comporta come un circuito aperto. A regime di tensione costante un qualsiasi circuito composto da un numero arbitrario di resistenze e di generatori di tensione costante e da un condensatore può essere quantitativamente studiato utilizzando questa proprietà, cioè supponendo che il circuito in corrispondenza del condensatore sia aperto.
In particolare la risposta del circuito RC ad una tensione costante è composta di due parti: la prima è
{\displaystyle \left(v_{C}(0)-V_{0}\right)e^{-t/\tau }}
e si chiama risposta transitoria o transiente del circuito, la seconda è {\displaystyle V_{0}}, e viene detta risposta permanente o a regime del circuito.

## Circuito RC con generatore di tensione costante a tratti

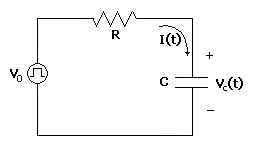
Circuito RC con generatore costante a tratti

### Risposta al gradino del circuito RC

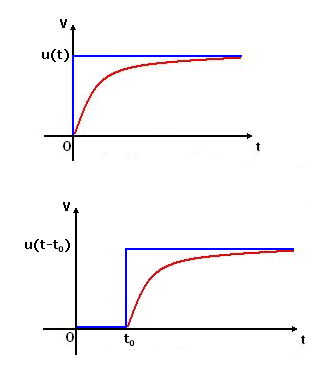
Risposta del circuito RC al gradino

Prendiamo un segnale a gradino del tipo:
{\displaystyle u(t)={\begin{cases}0&{\mbox{per }}t<0\\1&{\mbox{per }}t>0\end{cases}}}
come in figura. Il calcolo della tensione ai capi di C è data per {\displaystyle t>0}:
{\displaystyle v_{C}(t)=V_{0}\left(1-e^{-{\frac {t}{\tau }}}\right)}
Ovviamente invece che a {\displaystyle t=0} si può scegliere qualsiasi istante {\displaystyle t_{0}} con le modifiche conseguenti:
{\displaystyle u(t-t_{0})={\begin{cases}0&{\mbox{per }}t<t_{0}\\1&{\mbox{per }}t>t_{0}\end{cases}}}
Il calcolo della tensione ai capi di C è data per {\displaystyle t>t_{0}}:
{\displaystyle v_{C}(t)=V_{0}\left(1-e^{-{\frac {t-t_{0}}{\tau }}}\right)\cdot u(t-t_{0})}
Si vede dalla seconda figura che la tensione ai capi di C per {\displaystyle t<t_{0}} è nulla, per {\displaystyle t>t_{0}} cresce esponenzialmente esattamente come se vi fosse un generatore costante:
{\displaystyle V_{0}=u(t>t_{0})=1\cdot V_{0}\ }
Nella figura si mostra il valore {\displaystyle u(t-t_{0})} poiché è immediato che si può applicare il gradino a qualsiasi {\displaystyle V_{0}}.

### Risposta del circuito RC all'onda quadra

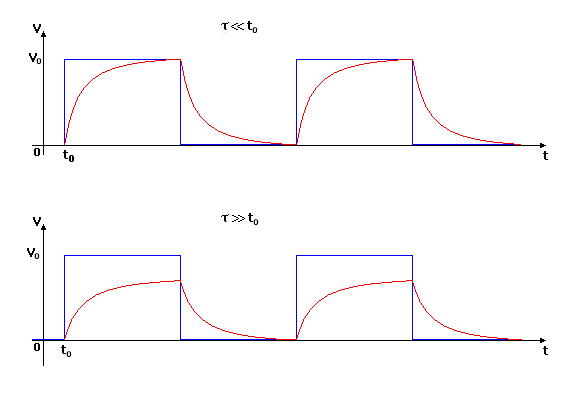
Risposta del circuito RC all'onda quadra

Applicando un segnale periodico a gradino si ha un'onda quadra:
{\displaystyle rect(t)=V_{0}[u(t_{i})-u(t_{j})]\ }
dove {\displaystyle t_{i},t_{j}} sono gli istanti successivi equidistanti nel tempo. La risposta del circuito RC è:
{\displaystyle v_{C}(t)=V_{0}\left(1-e^{-{\frac {t}{\tau }}}\right)}
ma bisogna distinguere i casi in cui {\displaystyle t<t_{0}} e {\displaystyle t>t_{0}}, cioè bisogna distinguere tra quando la durata dell'impulso {\displaystyle (t-t_{0})} è abbastanza lunga da permettere al condensatore di caricarsi quasi totalmente e quando invece questo non avviene. In pratica, poiché la costante di tempo determina tutte le caratteristiche del circuito, bisogna verificare se {\displaystyle \tau <<t_{0}} oppure {\displaystyle \tau >>t_{0}}, come nella figura a lato.

## Risposta in frequenza del circuito RC

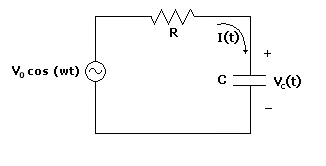
Circuito RC con generatore di onda sinusoidale

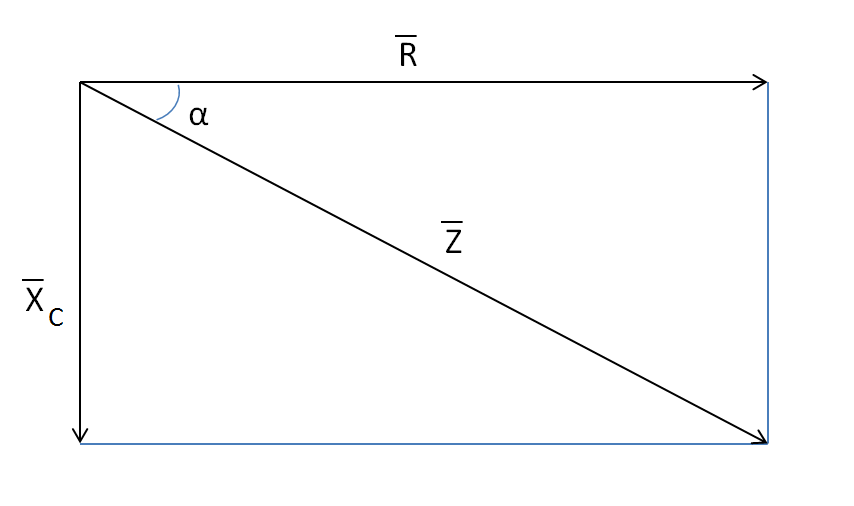
Z,R,Xc

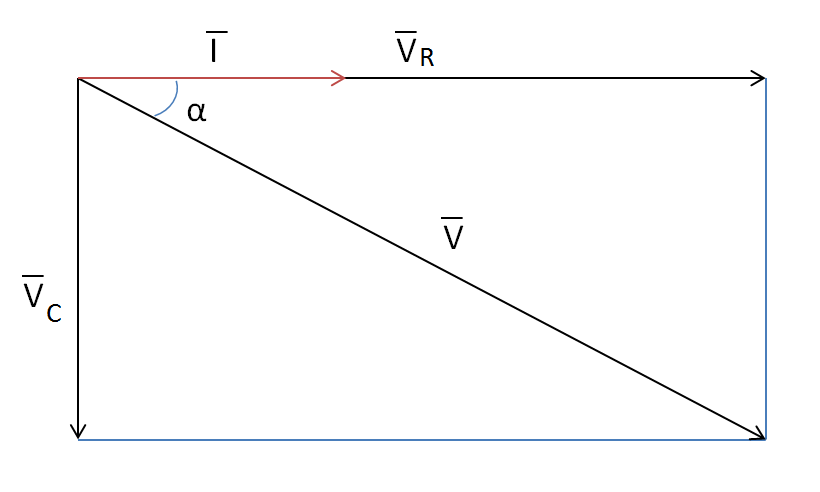
V,Vr,Vc

Vediamo come si comporta il circuito RC applicando un generatore di onda sinusoidale. In questo caso possiamo applicare la legge di Kirchhoff delle tensioni per il circuito:
{\displaystyle V_{0}\cos(\omega t)=R\cdot i(t)+v_{C}(t)}
con gli stessi ragionamenti fatti all'inizio possiamo riscrivere l'equazione come:
{\displaystyle V_{0}\cos(\omega t)=RC{\frac {dv_{C}(t)}{dt}}+v_{C}(t)}
e quindi risolvere l'equazione differenziale a coefficienti costanti con termine noto:
{\displaystyle {\frac {dv_{C}(t)}{dt}}+{\frac {1}{\tau }}v_{C}(t)={\frac {V_{0}\cos(\omega t)}{\tau }}}
nella quale {\displaystyle \tau =RC} è ancora la costante di tempo del circuito. La soluzione generale è data dalla somma della soluzione dell'omogenea associata:
{\displaystyle v_{C_{o}}(t)=Ae^{-{\frac {t}{\tau }}}} con {\displaystyle A} costante da determinare
Per la particolare invece essendo l'equazione di primo grado e il termine forzante sinusoidale, si suppone sia del tipo:
{\displaystyle v_{C_{p}}(t)=K\cos(\omega t+\theta )\ }
Dopodiché si sostituisce {\displaystyle v_{C_{p}}(t)} nell'equazione differenziale e mediante confronto si determinano i parametri:
{\displaystyle K={\frac {V_{0}}{\sqrt {1+\omega ^{2}\tau ^{2}}}}} e {\displaystyle \theta =-\arctan(\omega \tau )}
{\displaystyle K} è il modulo del fasore associato a {\displaystyle v_{C}} mentre {\displaystyle \theta } è la fase (vedi sottosezione successiva)
Dunque la soluzione generica sarà:
{\displaystyle v_{C_{g}}(t)=v_{C_{o}}(t)+v_{C_{p}}(t)=Ae^{-{\frac {t}{\tau }}}+K\cos(\omega t+\theta )}
E infine imponendo la condizione iniziale {\displaystyle v_{C}(t=0)=v_{C}(0)} otteniamo la soluzione finale:
{\displaystyle v_{C}(t)=(v_{C}(0)-K\cos(\theta ))e^{-{\frac {t}{\tau }}}+K\cos(\omega t+\theta )}
Anche in questo caso abbiamo una risposta transitoria data dall'esponenziale, la quale in un primo tempo, prevale sulla risposta permanente, data da un'altra sinusoide. Perciò per la durata del periodo di transizione la tensione ai capi di C prevale l'esponenziale e quindi essa si discosta dalla tensione sinusoidale di ingresso, dopo la fase transitoria la tensione ritorna ad essere una sinusoide con uguale pulsazione della tensione di ingresso. L'analisi di questo circuito può anche essere fatta per mezzo del metodo simbolico utilizzando i fasori e la trasformata di Fourier, sostituendo alle grandezze sinusoidali i loro corrispondenti fasori: i risultati sono identici, in quanto vige la legge di Ohm simbolica anche per regimi sinusoidali. In alternativa si può usare il metodo operatoriale più generale della trasformata di Laplace.

### Metodo simbolico per la risposta in frequenza
Per calcolare la soluzione particolare si può ricorrere anche al metodo simbolico, ricordandoci però che ci descrive solo la situazione a regime ovvero il termine sinusoidale della soluzione, il termine transitorio dato dall'esponenziale va calcolato come sopra.
Utilizzando il metodo simbolico trasformiamo le seguenti grandezze:
{\displaystyle v_{C}(t)=>\mathbf {V} _{C}}
{\displaystyle i_{C}(t)=>\mathbf {I} _{C}}
{\displaystyle V_{0}\cos(\omega t)=>\mathbf {V_{0}} =V_{0}} (siccome la fase è nulla)
Quindi ricordando l'equazione originaria nel dominio del tempo:
{\displaystyle V_{0}\cos(\omega t)=R\cdot i_{C}(t)+v_{C}(t)}
Si passa all'equazione nel dominio delle frequenze:
{\displaystyle V_{0}=R\cdot \mathbf {I} _{C}+\mathbf {V} _{C}}
E sapendo che: 
{\displaystyle \mathbf {I} _{C}={\frac {\mathbf {V_{C}} }{Z_{C}}}=j\omega C\mathbf {V} _{C}} in cui {\displaystyle Z_{C}={\frac {1}{j\omega C}}} è l'impedenza del condensatore
si arriva a:
{\displaystyle j\omega \tau \mathbf {V} _{C}+\mathbf {V} _{C}=V_{0}}
da cui si ricava subito {\displaystyle \mathbf {V} _{C}}:
{\displaystyle \mathbf {V} _{C}={\frac {V_{0}}{1+j\omega \tau }}}
Poiché generalmente questa è una grandezza complessa, essa varia in modulo e argomento:
{\displaystyle |\mathbf {V} _{C}|={\frac {V_{0}}{\sqrt {1+\omega ^{2}\tau ^{2}}}}}
{\displaystyle Arg\mathbf {V} _{C}=0-\arctan(\omega \tau )}
Per ritornare all'analisi nel tempo dobbiamo ricordarci la definizione di fasore:
{\displaystyle v_{C}(t)=Re\{\mathbf {V} _{C}\cdot e^{jwt}\}=Re\{|\mathbf {V} _{C}|e^{Arg\mathbf {V} _{C}+jwt}\}={\frac {V_{0}}{\sqrt {1+\omega ^{2}\tau ^{2}}}}\cos(\omega t-\arctan(\omega \tau ))}
Da questa ricaviamo le altre informazioni sul circuito:
{\displaystyle i(t)=C\cdot {\frac {v_{C}(t)}{dt}}=-{\frac {\omega CV_{0}}{\sqrt {1+\omega ^{2}\tau ^{2}}}}\sin(\omega t-\arctan(\omega \tau ))}
{\displaystyle v_{R}(t)=R\cdot i(t)=-{\frac {\omega RCV_{0}}{\sqrt {1+\omega ^{2}\tau ^{2}}}}\sin(\omega t-\arctan(\omega \tau ))}
Si vede che il legame tra la tensione di uscita e quella di ingresso è del tipo:
{\displaystyle \mathbf {V} _{u}=\mathbf {H} (j\omega )\cdot \mathbf {V} _{i}}
in generale {\displaystyle \mathbf {H} } è chiamata funzione di rete o funzione di trasferimento ed è sempre una funzione reale di variabile complessa {\displaystyle j\omega }. La sola funzione di rete permette di riconoscere per mezzo del modulo di {\displaystyle \mathbf {H} } e della sua fase, la risposta del circuito in regime sinusoidale (o periodico in generale se si usa il metodo operatoriale). Nel circuito RC in questione l'andamento del modulo e della fase della funzione di rete è mostrato in figura. Il valore per il quale:
{\displaystyle |\mathbf {H} |={\frac {1}{\sqrt {2}}}={\frac {1}{\sqrt {1+\omega ^{2}\tau ^{2}}}}}
cioè:
{\displaystyle \omega _{t}={\frac {1}{\tau }}}
è chiamata pulsazione di taglio (a volte anche detta frequenza di taglio in maniera impropria ma intuitiva poiché {\displaystyle \omega =2\pi f}) del circuito: dalla quale si possono dedurre le proprietà filtranti del circuito. Infatti per {\displaystyle \omega =\omega _{t}} il modulo e l'argomento di {\displaystyle \mathbf {H} } sono:
{\displaystyle |\mathbf {H} |={\frac {1}{\sqrt {2}}}{\mbox{ e }}arg\mathbf {H} =-45}
al di sotto di questa frequenza cioè per {\displaystyle \omega <\omega _{t}}:
{\displaystyle |\mathbf {H} |\approx 1{\mbox{ e }}arg\mathbf {H} \approx 0}
ciò indica che la risposta è quasi perfettamente identica all'ingresso senza sfasamento e variazione di ampiezza. Mentre per {\displaystyle \omega \to \infty }, cioè per tutte le altre frequenze al di sopra della frequenza di taglio:
{\displaystyle |\mathbf {H} |\approx 0{\mbox{ e }}arg\mathbf {H} \approx -90}
quindi il segnale di uscita viene praticamente azzerato con sfasamento massimo. Il circuito RC è un filtro passa-basso, per questo motivo.

### Metodo operatoriale per la risposta in frequenza[3]
Utilizzando il metodo operatoriale con la trasformata di Laplace al circuito serie (generatore di tensione, resistenza, capacità) otteniamo la trasformazione di equazioni differenziali (e integrali) in equazioni algebriche. Prelevando l'uscita in parallelo al condensatore: 
{\displaystyle {R\rightarrow R}} e {\displaystyle {C\rightarrow {1 \over sC}}}
Adesso il circuito si risolve come un normale partitore di tensione, per ricavare la tensione sul condensatore:
{\displaystyle V_{c}(s)={{1 \over sC} \over {R+{1 \over sC}}}V_{0}(s)\rightarrow V_{c}(s)={1 \over {1+sRC}}V_{0}(s)={{1 \over RC} \over {s+{1 \over RC}}}V_{0}(s)}
Per ricavare la funzione di trasferimento {\displaystyle H(s)=V_{uscita}/V_{ingresso}} basta dividere l'equazione per la {\displaystyle V_{0}(s)}:
{\displaystyle H(s)={V_{c}(s) \over V_{0}(s)}={{1 \over RC} \over {s+{1 \over RC}}}={1 \over sRC+1}}
analoga al metodo ottenuto con i fasori.